# Anisico
| Periodo                                                                                     | Epoca                | Piano          | Età (Ma)        |
| ------------------------------------------------------------------------------------------- | -------------------- | -------------- | --------------- |
| Giurassico                                                                                  | Giurassico inferiore | Hettangiano    | Più recente     |
| Triassico                                                                                   | Triassico superiore  | Retico         | ~205,7          |
| Triassico                                                                                   | Triassico superiore  | Norico         | ~227,3          |
| Triassico                                                                                   | Triassico superiore  | Carnico        | ~237            |
| Triassico                                                                                   | Triassico medio      | Ladinico       | 241,464 ± 0,28  |
| Triassico                                                                                   | Triassico medio      | Anisico        | 246.7           |
| Triassico                                                                                   | Triassico inferiore  | Olenekiano     | 249,9           |
| Triassico                                                                                   | Triassico inferiore  | Induano        | 251,902 ± 0,024 |
| Permiano                                                                                    | Lopingiano           | Changhsingiano | Più antico      |
| Suddivisione del Triassico secondo la Commissione internazionale di stratigrafia dell'IUGS. |                      |                |                 |

Nella scala dei tempi geologici l'Anisico è il primo dei due piani o stadi stratigrafici in cui viene suddivisa l'epoca del Triassico Medio, che è a sua volta una suddivisione del Triassico.
L'Anisico va da 247,2 a 242 Milioni di anni fa (Ma; la tavola a lato non è aggiornata; si veda il documento originale reperibile al link segnalato in nota). È preceduto dall'Olenekiano (che appartiene al Triassico Inferiore) e seguito dal Ladinico.

## Etimologia
Questo stadio e il suo nome furono definiti dai geologi austriaci Wilhelm Heinrich Waagen e Carl Diener nel 1895.
Il nome deriva da Anisus, il nome latino del fiume austriaco Enns. La localizzazione tipologica di riferimento si trova presso Großreifling, nella regione austriaca della Stiria.

## Definizioni stratigrafiche e GSSP

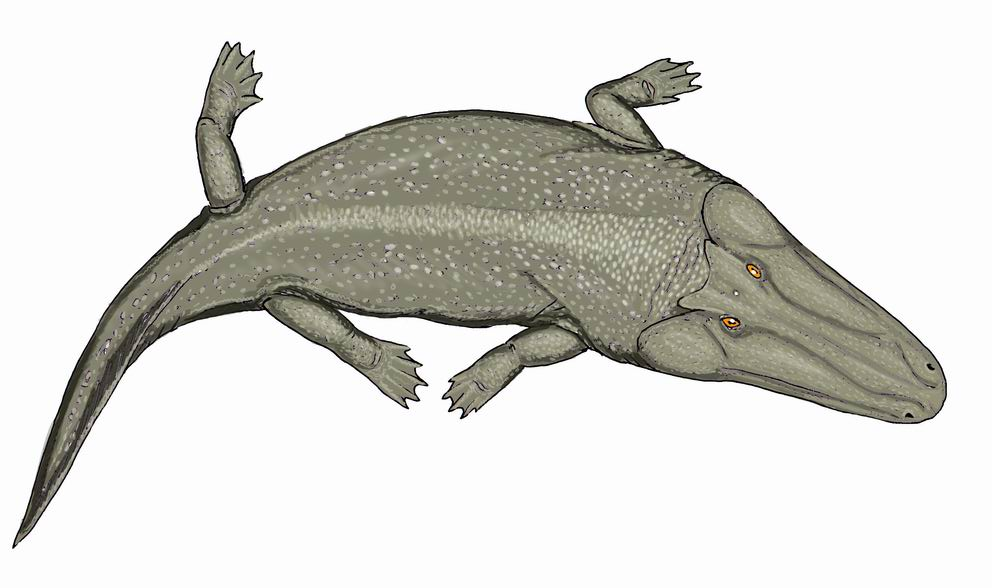
Cherninia, temnospondyli giganti dell'India.

La base dello stadio Anisico (nonché base del Triassico medio) è da alcuni posta alla prima comparsa negli orizzonti stratigrafici dei conodonti della specie Chiosella timorensis. Altri stratigrafi preferiscono usare la base della cronozona magnetica MT1n.
Il limite superiore dell'Anisico è fissato alla prima comparsa della specie ammonitica Eoprotrachyceras curionii e della famiglia ammonitica delle Trachyceratidae. Anche i conodonti della specie Neogondolella praehungarica fanno la loro comparsa nello stesso livello.
Nel Centro Europa lo stadio Anisico è spesso suddiviso in quattro sottostadi:
- Egeo
- Bitiniano
- Pelsoniano
- Illirico

Lo stadio Anisico contiene sei biozone ammonitiche:
- zona della Nevadite
- zona della Hungarites
- zona della Paraceratites
- zona del Balatonites balatonicus
- zona della Kocaelia
- zona dell'Acrochordiceras

### GSSP
Il GSSP, cioè il profilo stratigrafico ufficiale di riferimento della Commissione Internazionale di Stratigrafia, si trova in un fianco della montagna di Deşli Caira, nella regione rumena di Dobrugia.

## Paleontologia
Il primo reperto fossile potenziale di dinosauro è un osso pubico proveniente dalle rocce di età anisica della formazione Moenkopi in Arizona. Potrebbe provenire da una specie di herrerasauridae.
Esempi di vertebrati appartenenti a questa età sono:
- Ichthyosauria
- Prestosuchidae
- Trigoniidae

### †Terapsidi (non-mammiferi)
| † Therapsida (Non-mammiferi) dell'Anisico | † Therapsida (Non-mammiferi) dell'Anisico | † Therapsida (Non-mammiferi) dell'Anisico | † Therapsida (Non-mammiferi) dell'Anisico | † Therapsida (Non-mammiferi) dell'Anisico |
| Taxa                                      | Presenza                                  | Località                                  | Descrizione                               | Immagine                                  |
| ----------------------------------------- | ----------------------------------------- | ----------------------------------------- | ----------------------------------------- | ----------------------------------------- |
| - Kannemeyeria                            |                                           |                                           |                                           |                                           |

### †Archosauromorfi (non-archosauri)
| †Archosauromorpha (Non-archosauria) dell'Anisico | †Archosauromorpha (Non-archosauria) dell'Anisico | †Archosauromorpha (Non-archosauria) dell'Anisico | †Archosauromorpha (Non-archosauria) dell'Anisico | †Archosauromorpha (Non-archosauria) dell'Anisico |
| Taxa                                             | Presenza                                         | Località                                         | Descrizione                                      | Immagine                                         |
| ------------------------------------------------ | ------------------------------------------------ | ------------------------------------------------ | ------------------------------------------------ | ------------------------------------------------ |
| - Erythrosuchus                                  |                                                  |                                                  |                                                  |                                                  |

### †Notosauri
| Notosauri dell'Anisico | Notosauri dell'Anisico | Notosauri dell'Anisico | Notosauri dell'Anisico | Notosauri dell'Anisico |
| Taxa                   | Presenza               | Località               | Descrizione            | Immagine               |
| ---------------------- | ---------------------- | ---------------------- | ---------------------- | ---------------------- |
| - Anarosaurus          |                        |                        |                        |                        |
| - Ceresiosaurus        |                        |                        |                        |                        |
| - Dactylosaurus        |                        |                        |                        |                        |
| - Keichousaurus        |                        | Guizhou e Hubei, Cina  |                        |                        |

### †Placodonti
| Placodontia dell'Anisico | Placodontia dell'Anisico | Placodontia dell'Anisico | Placodontia dell'Anisico | Placodontia dell'Anisico |
| Taxa                     | Presenza                 | Località                 | Descrizione              | Immagine                 |
| ------------------------ | ------------------------ | ------------------------ | ------------------------ | ------------------------ |
| - Cyamodus               |                          |                          |                          |                          |
| - Paraplacodus           |                          | Nord Italia              |                          |                          |

### †Thalattosauri
| Thalattosauria dell'Anisico | Thalattosauria dell'Anisico | Thalattosauria dell'Anisico | Thalattosauria dell'Anisico | Thalattosauria dell'Anisico |
| Taxa                        | Presenza                    | Località                    | Descrizione | Immagine                    |
| --------------------------- | --------------------------- | --------------------------- | --- | --------------------------- |
| - Askeptosaurus             |                             | Italia                      | Creatura sottile e piuttosto allungata (lunga circa due metri); si ritiene che nuotasse come un'anguilla, si nutrisse di pesci e cacciasse in acque profonde, in quanto aveva grandi occhi (che consentivano una migliore visibilità nell'acqua scura) circondati da anelli ossei protettivi (come negli ittiosauri) che li proteggevano dalle elevate pressioni cui si è soggetti alle grandi profondità. |                             |

### †Ceratitida
Ananorites
Arthaberites
Beyrichites
Bosnites
Buddhaites
Bukowskiites
Caucasites
Danubites
Gangadharites
Japonites
Laboceras
Longobarditoides
Mesocladiscites
Noetlingites
Parapinacoceras
Parasageceras
Phyllocladiscites
Proavites
Pseudodanubites
Psilocladiscites
Salterites
Tropigymnites
Xiphogymnites
Pararcestes
Sageceras

#### Inferiore
Alloptychites
Anagymnites
Grambergia
Groenlandites
Gymnites
Lenotropites
Pearylandites
Silberlingites
Isculites
Stenopopanoceras

#### Medio
Acrochordiceras
Alanites
Anagymnotoceras
Arctohungarites
Balatonites
Bulogites
Cuccoceras
Czekanowskites
Epacrochordiceras
Hollandites
Huishuites
Inaigymnites
Ismidites
Kiparisovia
Malletophychites
Nicomedites
Phillipites
Platycuccoceras
Pronoetlingites
Reiflingites
Discoptychites
Intornites
Nevadisculites
Paraceratites
Parapopanoceras
Proarcestes
Longobardites
Ptychites

#### Superiore
Amphipopanoceras
Aplococeras
Arctogymnites
Eudiscoceras
Eutomoceras
Gymnotoceras
Halilucites
Judicarites
Kellnerites
Metadinarites
Nevadites
Parakellnerites
Proteusites
Repossia
Semiornites
Serpianites
Stoppaniceras
Ticinites
Tozerites
Tropigastrites
Joannites
Epigymnites
Ceratites
Flexoptychites
Frechites
Norites
Gevanites
Hungarites

### †Phylloceratida
Spinoleiophyllites
Ussurites
Monophyllites

### Nautilida
Trachynautilus
Thuringionautilus
Styrionautilus

#### Inferiore
Indonautilus
Sibyllonautilus

#### Medio
Paranautilus

#### Superiore
Holconautilus
Proclydonautilus

### †Aulacocerida
Crassiatractites
Breviatractites

#### Inferiore
Mojsisovicsteuthis

### Pterioida
Ramonalinidae